# 科索沃历史
科索沃是古代南部斯拉夫民族的活动范围之一，也是塞尔维亚族祖先的发源地。近代发展成穆斯林占多数。

## 史前
史前，Starčevo文化、Vinča文化、Bubanj-Hum文化和Baden文化存在于本地区。

## 古典时代
公元前4世纪，此地是伊利里亚的东部地区，与色雷斯接壤。

## 中世纪
在普列西安一世在位期间，科索沃被纳入保加利亚帝国的一部分。
在科索沃战役中，塞尔维亚人败于奥斯曼帝国。

## 现代
科索沃被奥斯曼帝国统治了数个世纪。
1912年，第一次巴爾幹戰爭結束時由奧斯曼帝國将科索沃劃歸塞爾維亞。之後塞爾維亞於1918年加入塞爾維亞人、克羅地亞人和斯洛文尼亞人王國（即後來的南斯拉夫王國）。第二次世界大戰期間，軸心國佔領了南斯拉夫，科索沃併入了由意大利所控制的阿爾巴尼亞。戰爭期間，大量塞族人被阿族武裝驅逐出科索沃。
戰爭結束後，科索沃重歸南斯拉夫，鐵托政權將科索沃設立為塞爾維亞的自治區（後又改為自治省），並給予當地阿族人地方自治。當地塞族人則認為科索沃所實行的民族政策實際上是對塞族的歧視。
1989年，塞爾維亞公投修憲，大大縮小了科索沃、伏伊伏丁那二自治省的自治權利。阿族人強烈抗議，並抵制了接下來舉行的科索沃議會選舉。後來阿族人宣佈建立獨立的科索沃共和國，自行舉行選舉，同時自行開辦了醫院、學校、廣播電台等。
1990年代中葉，阿族游擊隊以塞族軍政人物及設施為目標開始進行游擊戰。1998年3月，南斯拉夫軍隊開始協助塞爾維亞警察，進行大規模軍事行動。在接下來的幾個月裡，有二十萬阿族人在南聯盟的軍事行動中流離失所，淪為難民。阿族及西方普遍認為這是南聯盟種族清洗政策的結果，認為塞爾維亞領導人米洛舍維奇當時圖謀把科索沃的主要民族由阿族換成塞族。同時也有數萬非阿族人（包括塞族人、羅姆族人等）淪為難民。1999年3月24日，北大西洋公約組織開始轟炸塞爾維亞，科索沃戰爭打響。北約稱戰爭的目的為保證阿族難民可以重歸家園，但戰爭又造成數十萬阿族人及塞族人逃離家園。戰後，阿族人大量重返家園，但大量塞族難民則不願回到科索沃。
戰爭結束後，科索沃改由北約管轄，後來北約將管轄權交予聯合國。部份西方國家如美國支持科索沃獨立建國，美國總統布什在2007年訪問阿爾巴尼亞時便公開表示此一立場；然而俄羅斯與塞爾維亞並不認同。
科索沃總理哈辛·塔奇於2008年2月17日，宣佈科索沃脫離塞爾維亞獨立，並由國會通過獨立宣言。然而，塞爾維亞政府宣佈絕不放棄科索沃的主權，準備採取多項制裁措施，但保證絕不使用武力阻止科索沃的獨立。塞爾維亞之盟邦俄羅斯也堅持反對該獨立行動。聯合國為此召開安全理事會緊急會議，但並未達成共識。
2011年2月22日，科索沃议会投票选出贝赫杰特·帕乔利为新一届总统，现任总理哈希姆·萨奇则获连任总理。
2018年12月14日，科索沃总统哈辛·塔奇宣布将改组科索沃安全部队为科索沃国防军，正式组建科索沃自己的国家军队。